# Esqui estilo livre nos Jogos Olímpicos de Inverno de 2018 - Ski cross masculino
O ski cross masculino do esqui estilo livre nos Jogos Olímpicos de Inverno de 2018 foi disputado em 21 de fevereiro no Parque de Neve Phoenix, em Pyeongchang.

## Medalhistas
| Ouro   | CAN Brady Leman        |
| Prata  | SUI Marc Bischofberger |
| Bronze | OAR Sergey Ridzik      |

## Programação
Horário local (UTC+9).
| Data            | Horário | Evento            |
| --------------- | ------- | ----------------- |
| 21 de fevereiro | 11:30   | Ranqueamento      |
| 21 de fevereiro | 13:15   | Fase eliminatória |

## Resultados

### Ranqueamento
A fase de ranqueamento serve para determinar qual bateria cada atleta vai disputar e contra quem ele vai competir. Cada atleta realizou uma descida.
| Pos. | Ordem | Atleta                    | Tempo   | Diferença |
| ---- | ----- | ------------------------- | ------- | --------- |
| 1    | 9     | SUI Alex Fiva             | 1:08.74 | −         |
| 2    | 10    | OAR Sergey Ridzik         | 1:09.21 | +0.47     |
| 3    | 16    | CAN Kevin Drury           | 1:09.41 | +0.67     |
| 4    | 2     | SUI Armin Niederer        | 1:09.46 | +0.72     |
| 5    | 14    | SLO Filip Flisar          | 1:09.65 | +0.91     |
| 6    | 8     | AUT Christoph Wahrstötter | 1:09.79 | +1.05     |
| 7    | 15    | FRA Jean-Frédéric Chapuis | 1:09.84 | +1.10     |
| 8    | 6     | CAN Brady Leman           | 1:09.94 | +1.20     |
| 9    | 11    | SUI Marc Bischofberger    | 1:09.99 | +1.25     |
| 10   | 7     | GER Paul Eckert           | 1:10.06 | +1.32     |
| 11   | 28    | AUT Robert Winkler        | 1:10.09 | +1.35     |
| 12   | 29    | ITA Stefan Thanei         | 1:10.10 | +1.36     |
| 13   | 19    | SUI Jonas Lenherr         | 1:10.12 | +1.38     |
| 14   | 1     | FRA Arnaud Bovolenta      | 1:10.12 | +1.38     |
| 15   | 26    | ITA Siegmar Klotz         | 1:10.15 | +1.41     |
| 16   | 20    | AUT Adam Kappacher        | 1:10.17 | +1.43     |
| 17   | 24    | OAR Igor Omelin           | 1:10.24 | +1.50     |
| 18   | 13    | FRA François Place        | 1:10.26 | +1.52     |
| 19   | 3     | SWE Victor Öhling Norberg | 1:10.26 | +1.52     |
| 20   | 17    | GER Tim Hronek            | 1:10.27 | +1.53     |
| 21   | 27    | GER Florian Wilmsmann     | 1:10.33 | +1.59     |
| 22   | 23    | SWE Erik Mobärg           | 1:10.36 | +1.62     |
| 23   | 25    | OAR Egor Korotkov         | 1:10.39 | +1.65     |
| 24   | 4     | FRA Terence Tchiknavorian | 1:10.41 | +1.67     |
| 25   | 21    | NZL Jamie Prebble         | 1:10.48 | +1.74     |
| 26   | 22    | CAN David Duncan          | 1:10.51 | +1.77     |
| 27   | 30    | OAR Semen Denshchikov     | 1:10.86 | +2.12     |
| 28   | 12    | AUT Thomas Zangerl        | 1:10.96 | +2.22     |
| 29   | 5     | SWE Viktor Andersson      | 1:11.20 | +2.46     |
| 30   | 31    | AUS Anton Grimus          | 1:40.80 | +32.06    |
| 31   | 18    | CAN Christopher Del Bosco | 1:48.25 | +39.51    |

### Fase eliminatória
Na fase eliminatória os atletas descem em baterias de quatro esquiadores e os dois melhores de cada bateria seguem avançando na competição. A partir das semifinais, os melhores esquiadores se classificam para a Grande final enquanto que os restantes disputam a Pequena final.

#### Oitavas de final
| Pos. | Bib | Atleta             | Notas |
| ---- | --- | ------------------ | ----- |
| 1    | 1   | SUI Alex Fiva      | Q     |
| 2    | 16  | AUT Adam Kappacher | Q     |
| 3    | 17  | OAR Igor Omelin    |       |

| Pos. | Bib | Atleta                    | Notas |
| ---- | --- | ------------------------- | ----- |
| 1    | 9   | SUI Marc Bischofberger    | Q     |
| 2    | 8   | CAN Brady Leman           | Q     |
| 3    | 25  | NZL Jamie Prebble         |       |
|      | 24  | FRA Terence Tchiknavorian | DNF   |

| Pos. | Bib | Atleta                | Notas |
| ---- | --- | --------------------- | ----- |
| 1    | 5   | SLO Filip Flisar      | Q     |
| 2    | 28  | AUT Thomas Zangerl    | Q     |
| 3    | 12  | ITA Stefan Thanei     |       |
| 4    | 21  | GER Florian Wilmsmann |       |

| Pos. | Bib | Atleta               | Notas |
| ---- | --- | -------------------- | ----- |
| 1    | 4   | SUI Armin Niederer   | Q     |
| 2    | 13  | SUI Jonas Lenherr    | Q     |
| 3    | 20  | GER Tim Hronek       |       |
| 4    | 29  | SWE Viktor Andersson |       |

| Pos. | Bib | Atleta                    | Notas |
| ---- | --- | ------------------------- | ----- |
| 1    | 3   | CAN Kevin Drury           | Q     |
| 2    | 14  | FRA Arnaud Bovolenta      | Q     |
| 3    | 19  | SWE Victor Öhling Norberg |       |
| 4    | 30  | AUS Anton Grimus          |       |

| Pos. | Bib | Atleta                    | Notas |
| ---- | --- | ------------------------- | ----- |
| 1    | 11  | AUT Robert Winkler        | Q     |
| 2    | 27  | OAR Semen Denshchikov     | Q     |
|      | 6   | AUT Christoph Wahrstötter | DNF   |
|      | 22  | SWE Erik Mobärg           | DNF   |

| Pos. | Bib | Atleta                    | Notas |
| ---- | --- | ------------------------- | ----- |
| 1    | 26  | CAN David Duncan          | Q     |
| 2    | 7   | FRA Jean-Frédéric Chapuis | Q     |
| 3    | 10  | GER Paul Eckert           |       |
| 4    | 23  | OAR Egor Korotkov         |       |

| Pos. | Bib | Atleta                    | Notas |
| ---- | --- | ------------------------- | ----- |
| 1    | 18  | FRA François Place        | Q     |
| 2    | 2   | OAR Sergey Ridzik         | Q     |
| 3    | 15  | ITA Siegmar Klotz         |       |
|      | 31  | CAN Christopher Del Bosco | DNF   |

#### Quartas de final
| Pos. | Bib | Atleta                 | Notas |
| ---- | --- | ---------------------- | ----- |
| 1    | 8   | CAN Brady Leman        | Q     |
| 2    | 9   | SUI Marc Bischofberger | Q     |
|      | 1   | SUI Alex Fiva          | DNF   |
|      | 16  | AUT Adam Kappacher     | DNF   |

| Pos. | Bib | Atleta             | Notas |
| ---- | --- | ------------------ | ----- |
| 1    | 4   | SUI Armin Niederer | Q     |
| 2    | 5   | SLO Filip Flisar   | Q     |
| 3    | 28  | AUT Thomas Zangerl |       |
| 4    | 13  | SUI Jonas Lenherr  |       |

| Pos. | Bib | Atleta                | Notas |
| ---- | --- | --------------------- | ----- |
| 1    | 3   | CAN Kevin Drury       | Q     |
| 2    | 14  | FRA Arnaud Bovolenta  | Q     |
| 3    | 27  | OAR Semen Denshchikov |       |
|      | 11  | AUT Robert Winkler    | DNF   |

| Pos. | Bib | Atleta                    | Notas |
| ---- | --- | ------------------------- | ----- |
| 1    | 2   | OAR Sergey Ridzik         | Q     |
| 2    | 26  | CAN David Duncan          | Q     |
| 3    | 18  | FRA François Place        |       |
| 4    | 7   | FRA Jean-Frédéric Chapuis |       |

#### Semifinais
| Pos. | Bib | Atleta                 | Notas |
| ---- | --- | ---------------------- | ----- |
| 1    | 8   | CAN Brady Leman        | BF    |
| 2    | 9   | SUI Marc Bischofberger | BF    |
| 3    | 4   | SUI Armin Niederer     | SF    |
| 4    | 5   | SLO Filip Flisar       | SF    |

| Pos. | Bib | Atleta               | Notas |
| ---- | --- | -------------------- | ----- |
| 1    | 3   | CAN Kevin Drury      | BF    |
| 2    | 2   | OAR Sergey Ridzik    | BF    |
| 3    | 14  | FRA Arnaud Bovolenta | SF    |
| 4    | 26  | CAN David Duncan     | SF    |

#### Finais
Pequena final
| Pos. | Bib | Atleta               | Notas |
| ---- | --- | -------------------- | ----- |
| 5    | 4   | SUI Armin Niederer   |       |
| 6    | 14  | FRA Arnaud Bovolenta |       |
| 7    | 5   | SLO Filip Flisar     |       |
| 8    | 26  | CAN David Duncan     |       |

Grande final
| Pos. | Bib | Atleta                 | Notas |
| ---- | --- | ---------------------- | ----- |
| 01 ! | 8   | CAN Brady Leman        |       |
| 02 ! | 9   | SUI Marc Bischofberger |       |
| 03 ! | 2   | OAR Sergey Ridzik      |       |
| 4    | 3   | CAN Kevin Drury        | DNF   |

Legenda
| Recorde mundial      | Recorde mundial (World record)               |                       | Recorde africano                      | Recorde africano (African) |                                           | Q | Classificado por posição (Qualified) |
| Recorde olímpico     | Recorde olímpico (Olympic record)            | Recorde da América    | Recorde da América (Americas)         | q                          | Classificado por melhor tempo (Qualified) |   |                                      |
| Melhor marca do ano  | Melhor marca do ano (World leading)          | Recorde asiático      | Recorde asiático (Asian)              | DNS                        | Não largou (Did not start)                |   |                                      |
| Recorde nacional     | Recorde nacional (National record)           | Recorde europeu       | Recorde europeu (European)            | DNF                        | Não terminou (Did not finish)             |   |                                      |
| Recorde pessoal      | Recorde pessoal do atleta (Personal best)    | Recorde da Oceania    | Recorde da Oceania (Oceania)          | DSQ / DQ                   | Desclassificado (Disqualified)            |   |                                      |
| Recorde da temporada | Recorde da temporada do atleta (Season best) | Recorde sul-americano | Recorde sul-americano (South America) | NM                         | Sem marca (No mark)                       |   |                                      |